# San Juan (Panama)
San Juan è un comune (corregimiento) della Repubblica di Panama situato nel distretto di San Francisco, provincia di Veraguas. Si estende su una superficie di 81,4 km² e conta una popolazione di 1.591 abitanti (censimento 2010).